# Saint-Astier, Lot-et-Garonne
Saint-Astier là một xã trong tỉnh Lot-et-Garonne, thuộc vùng Nouvelle-Aquitaine của nước Pháp, có dân số là 185 người (thời điểm 2005). Đáng xem tại đây là nhà thờ Église St. Astier từ thế kỷ 12 và Église Saint-Nazaire từ thế kỷ 13.

## Nhân khẩu học
| 1962 | 1968 | 1975 | 1982 | 1990 | 1999 | 2005 |
| ---- | ---- | ---- | ---- | ---- | ---- | ---- |
| 178  | 212  | 193  | 203  | 172  | 170  | 185  |